# Daniel Webber
Daniel Peter Webber (nacido el 28 de junio de 1988) es un actor australiano. Entre sus papeles más conocidos, ha interpretado al cantante principal de Mötley Crüe, Vince Neil en la película de 2019 The Dirt, Lee Harvey Oswald en la miniserie de suspenso de ciencia ficción estadounidense 11.22.63 y Lewis Wilson en la serie original de Netflix The Punisher.

## Primeros años y educación.
Webber creció en la costa central de Nueva Gales del Sur y asistió a Green Point Christian College. Fue trampolinista y actuó en la ceremonia de clausura de los Juegos Olímpicos de Verano 2000.

## Carrera
Webber trabajó como técnico de acceso por cable en turbinas eólicas. Su primera experiencia como actor fue en la película de 2009 The Combination. De 2009 a 2010, interpretó a Darius Pike en la serie de televisión K-9. También tuvo papeles en "Todos los Santos" y en la miniserie Devil's Dust. En 2015, Webber interpretó a Ryan Kelly, un acosador, en la telenovela australiana Home and Away. El papel de Webber en el 11.22.63 producido por J. J. Abrams fue el primero en los Estados Unidos. Obtuvo el papel después de enviar una cinta de audición, para la que tuvo dos días para prepararse, incluyendo ver noticiarios de Oswald y escuchar fragmentos de su voz. Después de ser elegido, leyó la novela en la que se basaba, así como otros libros sobre el asesinato. [7] [8] Recibió elogios por "dominar el peculiar patrón de discurso de Oswald y el creciente sentido de paranoia". Webber protagonizó junto a Lena Headey y su compañera australiana Eliza Taylor la película dramática policial de 2016 Thumper. Webber interpretó a un angustiado veterano del Ejército de los Estados Unidos que sufre de TEPT en la serie de televisión de Netflix The Punisher. Webber interpretó al cantante principal de Mötley Crüe, Vince Neil, en la película de 2019 The Dirt.

## Filmografía

### Largometrajes
| Año  | Título original                      | Personaje          |
| ---- | ------------------------------------ | ------------------ |
| 2009 | The Combination                      | Jason              |
| 2011 | Sleeping Beauty                      | Spy Shop Assistant |
| 2012 | The Girl Who Lived                   | Caspar             |
| 2013 | Galore                               | Shane              |
| 2013 | Deceit                               | Xavier Thornton    |
| 2016 | Teenage Kicks                        | Dan O'Connel       |
| 2016 | All Night Gaming                     | Will               |
| 2017 | Thumper                              | Beaver             |
| 2017 | Australia Day                        | Jason Patterson    |
| 2019 | The Dirt                             | Vince Neil         |
| 2019 | Danger Close: The Battle of Long Tan | Private Paul Large |
| 2020 | Escape from Pretoria                 | Stephen Lee        |
| 2024 | Furiosa: A Mad Max Saga              | Media vida         |

### Cortometrajes
| Año  | Título          | Personaje |
| ---- | --------------- | --------- |
| 2009 | Multiple Choice | Andy      |
| 2012 | Spine           | Wayne     |
| 2012 | Reason to Smile | Jake      |
| 2013 | Break           | Liam      |
| 2014 | Eric            | Eric      |
| 2015 | Skin            | Luke      |
| 2015 | Summer Nights   | Indy      |

### Series
| Año  | Título        | Personaje         | Notas                              |
| ---- | ------------- | ----------------- | ---------------------------------- |
| 2008 | All Saints    | Kieran Foster     | Serie: Episodio: "Training Wheels" |
| 2009 | K-9           | Darius Pike       | Serie: 26 Episodios                |
| 2012 | Devil's Dust  | Young Guy         | TV Miniseries, 2 Episodios         |
| 2015 | Home and Away | Ryan Kelly        | Serie: 9 Episodios                 |
| 2016 | 11.22.63      | Lee Harvey Oswald | Serie: 7 Episodios                 |
| 2017 | The Punisher  | Lewis Wilson      | Serie: 7 Episodios                 |

### Televisión
| Año  | Título          | Papel     |
| ---- | --------------- | --------- |
| 2016 | Home and Family | El mismo. |

- Datos: Q23928938